# Danny Elfman
Pour les articles homonymes, voir Elfman.
Danny Elfman est un compositeur américain de musique de film, né le 29 mai 1953 à Los Angeles. Ancien meneur du groupe de new wave Oingo Boingo, il a composé la musique de la plupart des films de Tim Burton, de plusieurs films de Sam Raimi ainsi que les thèmes musicaux des génériques des séries télévisées Les Simpson, Les Contes de la crypte, Flash, Desperate Housewives ou Mercredi. Il reçoit des récompenses pour ses compositions originales et est nommé quatre fois pour l'Oscar de la meilleure musique de film.

## Biographie

### Enfance et débuts
Il est le fils de Milton Elfman (enseignant dans la United States Air Force) et de Blossom Elfman (née Bernstein, romancière), ainsi que le frère cadet de Richard Elfman. Il grandit dans le quartier de Baldwin Hills, au sud de Los Angeles. En 1971, il quitte le lycée pour rejoindre son frère à Paris, jouant du violon dans une compagnie théâtrale Le Grand Magic Circus de Jérôme Savary,  puis voyage en Afrique pendant un an. Il y acquiert son intérêt pour la musique africaine mais tombe gravement malade, atteint de paludisme. Après s'être rétabli, il retourne aux États-Unis.

### Oingo Boingo
Il rejoint en 1973 la formation musicale créée par son frère, The Mystic Knights of Oingo Boingo, et en devient le leader en 1976 quand Richard quitte le groupe. Ce groupe de new wave explore de nouveaux champs musicaux comme le ska. Il décide de quitter la formation en 1995. 

### Musiques de films
Il compose sa première musique de film pour un film réalisé par son frère, Forbidden Zone (1982). Ce film et sa bande originale sont repérés par l'acteur Paul Reubens qui propose Danny Elfman pour composer la musique de film du premier film de Tim Burton, Pee-wee Big Adventure (1985) dans lequel l'acteur joue le rôle principal. Cela marque le début d'une amitié et d'une longue collaboration entre Danny Elfman et Tim Burton, seulement interrompue par une brouille de trois ans entre eux, survenue à l'occasion de l'enregistrement de la musique de L'Étrange Noël de monsieur Jack (1993). Il prête par ailleurs sa voix à trois personnages dans ce film d'animation  : Jack (pour les chants), Gram (l'un des trois enfants) et le clown. Il prête à nouveau sa voix à des personnages dans Charlie et la Chocolaterie où il interprète les voix des Oompas Loompas pendant les chants et dans Les Noces funèbres pour la voix de Bonejangles. Les seuls films de Burton dont il n'a pas composé la musique sont Ed Wood (1994), remplacé par Howard Shore, Sweeney Todd : Le Diabolique Barbier de Fleet Street (2007), utilisant des chansons préexistantes de Stephen Sondheim, et Miss Peregrine et les Enfants particuliers.
En dehors de ses collaborations avec Burton, Elfman a également composé les thèmes de la série animée télévisée Les Simpson de Matt Groening ainsi que des séries Les Contes de la crypte et Desperate Housewives. Au cinéma, il a notamment composé les bandes originales de Dick Tracy (1990), Mission impossible (1996), Men in Black (1997), Will Hunting (1997), Chicago (2002) et de plusieurs films réalisés par Sam Raimi, dont les deux premiers Spider-Man. 
Il interprète une des dix-neuf versions de Daisy Bell (Harry Dacre, 1892) reprises sur l'album concept sorti le 13 mai 2014, The Music Gay Nineties Old Tyme: Daisy Bell, initié par le peintre Mark Ryden.

### Musique classique
En 2005, il crée au Carnegie Hall de New York sa première œuvre de musique classique, Serenada Schizophrana, composée pour l'American Composers Orchestra.
Le 18 mars 2022, le violoncelliste français Gautier Capuçon crée à Vienne son nouveau Concerto pour violoncelle avec l'Orchestre symphonique de Vienne placé sous la direction de David Robertson. La création française a lieu le 20 mai 2022 à la Philharmonie de Paris avec Capuçon et l'Orchestre philharmonique de Radio France dirigé par Andrés Orozco-Estrada.

### Vie privée
Danny Elfman s'est marié le 29 novembre 2003 avec l'actrice Bridget Fonda avec qui il a eu un fils prénommé Oliver, né en 2005. Il a deux autres enfants, Lola et Molly, nées en 1979 et 1984 d'un premier mariage.

### Allégations de harcèlement sexuel
La compositrice Nomi Abadi a affirmé qu'Elfman avait été impliqué dans plusieurs cas de harcèlement sexuel et d'inconduite à son égard entre 2015 et 2016. Elfman a nié ces accusations. Ces allégations auraient conduit Elfman et Abadi à conclure un accord à l'amiable et un accord de confidentialité, dans le cadre duquel Elfman aurait versé à Abadi un total de 830 000 dollars sur plusieurs années. En 2024, Abadi a affirmé qu'Elfman n'avait pas honoré ses paiements et l'avait diffamée dans des déclarations faites au magazine Rolling Stone en 2023 à ce sujet, poursuivant Elfman pour le règlement intégral de 830 000 dollars,,.
L'ancien petit ami d'Abadi à l'époque a contacté Rolling Stone pour exprimer son inquiétude, soulignant que la relation entre elle et Elfman n'avait jamais été sexuelle et citant également les fausses allégations qu'elle avait portées contre lui après leur rupture, ce qui a conduit un juge à statuer en sa faveur. La validité des allégations d'Abadi a été remise en question lorsque des SMS et des e-mails ont révélé que leur relation n'était pas de nature sexuelle et qu'Abadi s'était mise en colère lorsque ses avances avaient été rejetées. Après le règlement initial, les avocats d'Abadi ont envoyé un e-mail aux avocats d'Elfman pour les informer qu'elle souhaitait le rencontrer afin de « tourner la page », mais Elfman a refusé.

## Influences
Danny Elfman déclare être influencé dans son œuvre par Nino Rota et Bernard Herrmann, ainsi que par Erich Wolfgang Korngold, Max Steiner et Franz Waxman. Parmi les compositeurs de musique classique qui l'ont influencé, il cite les noms de Béla Bartók, Philip Glass, Lou Harrison, Carl Orff, Harry Partch, Sergueï Prokofiev, Maurice Ravel, Erik Satie, Igor Stravinsky et Piotr Ilitch Tchaïkovski.

## Filmographie

### Compositeur

#### Cinéma

##### Années 1980
- 1982 : Forbidden Zone de Richard Elfman
- 1984 : Le Flic de Beverly Hills (Beverly Hills Cop) de Martin Brest (chanson Gratitude)
- 1985 : Pee-wee Big Adventure de Tim Burton
- 1986 : À fond la fac (Back to School) d'Alan Metter
- 1986 : Wisdom d'Emilio Estevez
- 1987 : Prof d'enfer pour un été (Summer School) de Carl Reiner
- 1988 : Beetlejuice de Tim Burton
- 1988 : Midnight Run de Martin Brest
- 1988 : Big Top Pee-wee de Randal Kleiser
- 1988 : Fantômes en fête (Scrooged) de Richard Donner
- 1988 : Hot to Trot de Michael Dinner
- 1989 : Batman de Tim Burton

##### Années 1990
- 1990 : Cabal (Nightbreed) de Clive Barker
- 1990 : Dick Tracy de Warren Beatty
- 1990 : Darkman de Sam Raimi
- 1990 : Edward aux mains d'argent (Edward scissorhands) de Tim Burton
- 1992 : Article 99 de Howard Deutch
- 1992 : Batman : Le Défi (Batman Returns) de Tim Burton
- 1993 : Sommersby de Jon Amiel
- 1993 : L'Étrange Noël de monsieur Jack (The Nightmare before Christmas) de Henry Selick
- 1993 : Evil Dead 3 (Evil Dead III: Army of Darkness) de Sam Raimi (thème March of The Dead)
- 1994 : Prince Noir (Black Beauty) de Caroline Thompson
- 1995 : Dolores Claiborne de Taylor Hackford
- 1995 : Prête à tout (To Die For) de Gus Van Sant
- 1995 : Génération sacrifiée (Dead Presidents) d'Albert Hughes et Allen Hughes
- 1996 : Freeway de Matthew Bright
- 1996 : Mission : Impossible de Brian De Palma[18]
- 1996 : Fantômes contre fantômes (The Frighteners) de Peter Jackson
- 1996 : Mesure d'urgence (Extreme measures) de Michael Apted
- 1996 : Mars Attacks! de Tim Burton
- 1997 : Men in Black de Barry Sonnenfeld
- 1997 : Flubber de Les Mayfield
- 1997 : Will Hunting (Good Will Hunting) de Gus Van Sant
- 1998 : Un plan simple (A Simple Plan) de Sam Raimi
- 1998 : Préjudice (A Civil Action) de Steven Zaillian
- 1998 : Instinct de Jon Turteltaub
- 1999 : Ma mère, moi et ma mère (Anywhere but here) de Wayne Wang
- 1999 : Sleepy Hollow de Tim Burton

##### Années 2000
- 2000 : L'Échange (Proof of Life) de Taylor Hackford
- 2000 : Family Man (The Family man) de Brett Ratner
- 2001 : Spy Kids de Robert Rodriguez (composé avec John Debney)
- 2001 : La Planète des singes (Planet of the apes) de Tim Burton
- 2001 : Beautés empoisonnées (Heartbreakers) de David Mirkin (thème principal)
- 2002 : Spider-Man de Sam Raimi
- 2002 : Men in Black 2 de Barry Sonnenfeld
- 2002 : Dragon Rouge (Red Dragon) de Brett Ratner
- 2002 : Chicago de Rob Marshall
- 2003 : Hulk (The Hulk) d'Ang Lee
- 2004 : Big Fish de Tim Burton
- 2004 : Spider-Man 2 de Sam Raimi
- 2005 : Charlie et la Chocolaterie (Charlie and the Chocolate Factory) de Tim Burton
- 2005 : Les Noces funèbres (Corpse Bride) de Tim Burton
- 2006 : Super Nacho (Nacho Libre) de Jared Hess
- 2006 : Le Petit Monde de Charlotte (Charlotte's Web) de Gary Winick
- 2007 : Bienvenue chez les Robinson (Meet the Robinsons) de Stephen J. Anderson
- 2007 : Le Royaume (The Kingdom) de Peter Berg
- 2008 : Wanted : Choisis ton destin (Wanted) de Timur Bekmambetov
- 2008 : Hellboy 2 (Hellboy II: The Golden Army) de Guillermo del Toro
- 2008 : Harvey Milk (Milk) de Gus Van Sant
- 2008 : Standard Operating Procedure d'Errol Morris
- 2009 : Notorious BIG (film) (Notorious) de George Tillman Jr. (thème principal)
- 2009 : Terminator Renaissance (Terminator Salvation) de McG
- 2009 : Hôtel Woodstock (Taking Woodstock) d'Ang Lee
- 2009 : Numéro 9 (9) de Shane Acker (thèmes principaux)

##### Années 2010
- 2010 : Wolfman (The Wolfman) de Joe Johnston
- 2010 : Alice au pays des merveilles (Alice in Wonderland) de Tim Burton
- 2010 : Les Trois Prochains Jours (The Next Three Days) de Paul Haggis
- 2010 : Do Not Disturb
- 2011 : Restless de Gus Van Sant
- 2011 : Real Steel de Shawn Levy
- 2012 : Dark Shadows de Tim Burton
- 2012 : Men in Black 3 de Barry Sonnenfeld
- 2012 : Happiness Therapy (Silver Linings Playbook) de David O. Russell
- 2012 : Frankenweenie de Tim Burton
- 2012 : Hitchcock de Sacha Gervasi
- 2012 : Promised Land de Gus Van Sant
- 2013 : Le Monde fantastique d'Oz (Oz: The Great and Powerful) de Sam Raimi
- 2013 : Epic : La Bataille du royaume secret (Epic) de Chris Wedge
- 2013 : American Bluff  (American Hustle) de David O. Russell
- 2014 : M. Peabody et Sherman : Les Voyages dans le temps (Mr. Peabody & Sherman) de Rob Minkoff
- 2014 : Big Eyes de Tim Burton
- 2015 : The End of the Tour de James Ponsoldt
- 2015 : Cinquante Nuances de Grey (Fifty Shades Of Grey) de Sam Taylor-Johnson
- 2015 : Avengers : L'Ère d'Ultron (Avengers: Age of Ultron) de Joss Whedon (co-compositeur avec Brian Tyler)
- 2015 : Chair de poule, le film (Goosebumps) de Rob Letterman
- 2016 : Ne t'endors pas (Before I Wake) de Mike Flanagan
- 2016 : Alice de l'autre côté du miroir (Alice Through the Looking Glass) de James Bobin
- 2016 : La Fille du train (The Girl on the Train) de Tate Taylor
- 2017 : Cinquante nuances plus sombres (Fifty Shades Darker) de James Foley
- 2017 : Tulip Fever de Justin Chadwick
- 2017 : The Circle de James Ponsoldt
- 2017 : Justice League de Zack Snyder
- 2018 : Cinquante nuances plus claires (Fifty Shades Freed) de James Foley
- 2018 : Le Grinch (The Grinch) de Yarrow Cheney et Scott Mosier
- 2019 : Dumbo de Tim Burton
- 2019 : Men in Black: International de F. Gary Gray

##### Années 2020
- 2020 : Le Voyage du Docteur Dolittle (Dolittle) de Stephen Gaghan
- 2021 : La Femme à la fenêtre (The Woman in the Window) de Joe Wright
- 2022 : Doctor Strange in the Multiverse of Madness de Sam Raimi
- 2023 : 65 : La Terre d'avant (65) de Scott Beck et Bryan Woods
- 2024 : Beetlejuice Beetlejuice de Tim Burton
- 2025 : Dracula de Luc Besson

#### Télévision
- 1985-1987 : Histoires fantastiques (Amazing Stories) (série télévisée) (2 épisodes : Family Dog, Mummy Daddy)
- 1986-1987 : Pee-wee's Playhouse (série télévisée) (4 épisodes)
- 1986 : Alfred Hitchcock présente (Alfred Hitchcock presents) (série télévisée) (1 épisode : The Jar)
- 1989 : Les Simpson (The Simpson) (thème du générique)
- 1989 : Les Contes de la crypte (Tales from the Crypt) (thème du générique)
- 1990 : Flash (The Flash) (thème du générique)
- 1992 :  Batman (Batman: The Animated Series) (thème du générique)
- 2005 : Desperate Housewives (thème du générique)
- 2008 : Standard Operating Procedure (documentaire)
- 2010 : Ooozetoons! (téléfilm) de Zachary Strobel
- 2011 : A Conversation with Danny Elfman and Tim Burton (documentaire)
- 2013 : The Unknown Known (documentaire)
- 2022 : Mercredi (Wednesday) (série télévisée) de Tim Burton

#### Courts métrages
- 1988 : Face Like a Frog
- 2001 : Mazer World
- 2005 : No Experience Needed
- 2005 : Shadows of the Bat: The Cinematic Saga of the Dark Knight - Dark Side of the Knight
- 2006 : Deep Sea
- 2007 : Arkham Asylum Fan Film
- 2009 : The Dollar
- 2010 : The Fight for the Last Cookie
- 2012 : Gun Test
- 2013 : Captain Sparky vs. The Flying Saucers
- 2014 : Tales from the Crypt

#### Jeux vidéo
- 2004 : Fable (thème principal)
- 2008 : Fable 2 (thème principal)

### Acteur
- 1982 : Forbidden Zone de Richard Elfman : Satan
- 1994 : L'Étrange Noël de monsieur Jack (The Nightmare before Christmas) de Henry Selick : Jack Skellington (chants)
- 2000 : Intuitions (The Gift) de Sam Raimi : Tommy Lee Ballard
- 2005 : Charlie et la Chocolaterie (Charlie and the Chocolate Factory) de Tim Burton : Oompa Loompa (chants)
- 2005 : Les Noces funèbres (Corpse Bride) de Tim Burton : Bonejangles (voix)

## Autres compositions
- 2006 : Serenada Schizophrana, pièce en six mouvements
- 2011 : IRIS, spectacle du Cirque du Soleil
- 2013 : Mystic Manor, attraction à Hong Kong Disneyland[19]

## Discographie (hors musiques de films)
- 2021 - Big Mess (Epitaph)
- 2022 - Bigger. Messier. (album de remixes) (Epitaph)

## Distinctions
Cette section récapitule les principales récompenses et nominations obtenues par Danny Elfman. Pour une liste plus complète, se référer à l'Internet Movie Database.

### Récompenses
- Grammy Awards 1990 : Meilleure composition instrumentale pour le thème de Batman

- Saturn Awards 1994 : Meilleure musique pour L'Étrange Noël de monsieur Jack

- BMI Film Music Awards 1997 : Meilleure musique pour Mission Impossible[21].
- Saturn Awards 1997 : Meilleure musique pour Mars Attacks!

- Saturn Awards 1998 : Meilleure musique pour Men in Black

- Satellite Awards 2000 : Meilleure musique de film pour Sleepy Hollow
- Saturn Awards 2000 : Meilleure musique pour Sleepy Hollow

- Saturn Awards 2003 : Meilleure musique pour Spider-Man

- Emmy Awards 2005 : Meilleur thème musical pour Desperate Housewives

- International Film Music Critics Association Awards 2012 : Compositeur de l'année

- Saturn Awards 2013 : Meilleure musique pour Frankenweenie

### Nominations
- Emmy Awards 1990 : Meilleur thème musical pour Les Simpson

- Golden Globes 1994 : Meilleure musique de film pour L'Étrange Noël de monsieur Jack

- Oscars 1998 : Meilleure musique de film pour Men in Black et Will Hunting

- BAFA 2003 : Meilleure musique de film pour Chicago

- Golden Globes 2004 : Meilleure musique de film pour Big Fish
- Oscars 2004 : Meilleure musique de film pour Big Fish

- Oscars 2009 : Meilleure musique de film pour Harvey Milk

- BAFA 2011 : Meilleure musique de film pour Alice au pays des merveilles
- Golden Globes 2011 : Meilleure musique de film pour Alice au pays des merveilles